# Lil Wayne
Dwayne Michael Carter Jr. (født 27. september 1982 i New Orleans) er en amerikansk rapper, der optræder under sit kunstnernavn Lil' Wayne, og undertiden også under navnene Weezy Baby, D og Shrimp Daddy.
Som 9-årig blev han en del af pladeselskabet Cash Money Records, og var med til at starte gruppen Hot Boyz, som han nåede at udgive tre albummer med, inden de gik fra hinanden. Han fik sit store gennembrud, da hans soloalbum Tha Block Is Hot blev udgivet i 1999. Senere udgav han 500 Degreez og Lightz Out. I 2004 udgiv han det første album fra serien Tha Carter, og det blev efterfulgt af Tha Carter II i 2005. Lil wayne er direktør (CEO) for sit eget selskab Young Money Entertainment, som han grundlagde i 2005. Gruppen består af andre rapartister og en enkelt kvindelig rapper, Nicki Minaj.
Lil' Wayne blev hurtigt et stort navn i hiphop, og han startede med at synge med på mange andre artisters sange, samt udgive mixtapes. Albummet Tha Carter III blev udgivet i 2008, og solgte over en million eksemplar i den første uge.
Tha Carter III (2008) blev Lil Wayne mest succesfulde album til dato, med over 1 million eksemplarer i USA på første uges salg. På grund af de omtalte numre, som "Lollipop", samt "A Milli" og "Got Money", vandt han Grammy Award for Best Rap Album. 
Han forlod grundskolen som 14-årig uden afgangsprøve, og har siden arbejdet som musiker. Han har dog senere gennemført skolen og bestået grundskolens afgangsprøve. 
Lil' Wayne har fire børn med fire forskellige kvinder. 
Solodebutalbummet Tha Block Is Hot opnåede en startplacering i top 10 på den amerikanske Billboard 200, og Lil' Wayne blev udnævnt til "Best New Artist" af The Source samme år. 
Gennem årene, har han har flere gange været i politiets søgelys, og den 7. marts 2010 blev Lil' Wayne idømt 12 måneders fængsel for ulovlig våbenbesiddelse, men blev prøveløsladt efter otte måneder.
Numrene på albummet Devolved, der udgives i 2013, er skrevet, mens han sad fængslet på Rikers Island.
Som 12-årig kom han til at skyde sig selv i maven ved en fejl, da han legede med en pistol. Han har indrømmet, at han ryger marihuana ret tit, og han er tidligere har været afhængig af medicin. Han har været arresteret flere gange, for besiddelse af både stoffer og våben.

## Studiealbummer
- Tha Block Is Hot (1999)
- Lights Out (2000)
- 500 Degreez (2002)
- Tha Carter (2004)
- Tha Carter II (2005)
- Tha Carter III (2008)
- Rebirth (2010)
- I Am Not a Human Being (2010)
- Tha Carter IV (2011)
- I Am Not a Human Being II (2013)
- Tha Carter V (2014)
- Free Weezy Album (FWA) (2015)
- Funeral (2020)
- Tha Carter VI (2025)